# Damir Pešorda
Damir Pešorda (Grude, Hercegovina, 4. siječnja 1961.) je hrvatski književnik, novinar, prevoditelj i profesor, rodom iz BiH. Po struci je kroatist i ukrajinist. Prevodi se ukrajinskog jezika. Objavljuje pjesme, novelete, kratke priče, kritičke prikaze, kolumne, književne priloge, studije, recenzije, osvrte i oglede.

## Životopis
Rodio se je 1961. u Grudama. U Grudama je pohađao osnovnu školu i gimnaziju. Studirao je na Filozofskom fakultetu u Zagrebu gdje je diplomirao jugoslavenske jezike i književnosti. Magistrirao je 14. siječnja 2004. na Lavovskome nacionalnom sveučilištu u Lavovu na tezi Žanrovske modifikacije povijesnog romana, stekavši naslov kandidata filologičnyh nauk, što je ukrajinski istovjetnik diplomi magistra znanosti).
1990. godine zaposlio se je u Srednjoj školi Sesvete. u kojoj je radio do 1997. godine. Od 1997. radio je u Ukrajini u Lavovu kao lektor hrvatskoga jezika na Nacionalnom sveučilištu Ivana Franka u Lavovu sve do 2001. godine. 2001. zaposlio se je u STŠ Fausta Vrančića u Zagrebu gdje je radio kao profesor hrvatskoga jezika i književnosti. 2006./ 2007. i 2008./ 2009. ) predavao je na Filozofskome fakultetu u Zagrebu kao vanjski suradnik kolegij Povijesni roman u suvremenoj hrvatskoj i ukrajinskoj književnosti. Doktorirao 2012. na Filozofskom fakultetu u Zagrebu na temi  Dva tipa ophođenja s književnom tradicijom (Komparativna analiza romana Dvanadcjat' obručiv Jurija Andruhovyča i Bolja polovica hrabrosti Ivana Slamniga, a mentori su mu bili Dubravka Oraić Tolić i Jevgenij Paščenko.
Piše kolumne za hrsvijet.net, Hrvatski list, Hrvatsko slovo i za stranice stranke Jedino Hrvatska.
2007. godine sudjelovao je na hrvatskim izborima za Sabor. Bio je na stranačkoj listi Jedino Hrvatska u 1. izbornoj jedinici.
2009. godine sudjelovao je na hrvatskim lokalnim izborima za skupštinu Grada Zagreba na stranačkoj listi Jedino Hrvatska – Pokret za Hrvatsku.

## Djela
Napisao je knjige: 
- Žohari, identitet i Milevine formule, 2006.
- Tetka u torbi, 2007.
- Različite pjesme, 2008.
- Brod budala, 2009.
- Nametnička kultura/Ogledi o društvenim i kulturnim pitanjima, 2014.

Znanstvene radove iz hrvatske i ukrajinske književnosti objavio je u ukrajinskim stručnim časopisima:
- Tvorčist' Ivana Aralyci v konteksti sučasnoji horvats'koji literatury,  "Slavvistyčni zapyski" 1,  Ternopil', 1999.
- Postmodernizm ta horvats'kyj novoistoryčnyj roman,  "Moloda nacija" 13, Kijev, 2000.
- Sproba typologiji sučasnogo istoryčnogo romanu: na materiali horvats'koji litetatury,  "Sučasnyj pogljad na literaturu" 5. Kijev, 2001.

Radovi u hrvatskim časopisima:
- Dok se otima, Quorum, 2003.
- Tipologija suvremenog povijesnog romana na primjerima iz ukrajinske i hrvatske književnosti, Književna smotra, 2003.

- Zašto volim HNK, Quorum, 2005.

Priredio: 
- Ukrajinski književni huligani: Izbor iz suvremene ukrajinske proze, Zagreb, 2002. (priredili i preveli Ljudmila Vasiljeva, Antonij Pavlešin i Damir Pešorda), prevedeni autori: Gennadij Škljar, Bogdan Žoldak, Jurij Vinnyčuk, Mykola Rjabčuk, Galyna Pagytjak, Jurij Gudz, Jevgenija Kononenko, Vasyil Gabor, Jurij Andruhovyč, Oleksandr Irvanec', Jevgen Baran, Vasylj Vrublev’skij, Sergij Taran, Ivan Cyperdjuk, Oleksandr Jarovij, Andryj Pidpalyj, Marena Djačenko, Sergij Djačenko, Andryj Kokotjuha, Lesja Demska)
- Antologija suvremene ukrajinske književnosti (suprireditelji Galyna Kruk, Ljudmila Vasiljeva, preveli Damir Pešorda i Ljudmila Vasiljeva), 2008.

Studije: 
- Tipologija suvremenog povijesnog romana, Književna smotra, 127, 2003.
- Od Stusa do Slyvyns'kog – četiri desetljeća suvremene ukrajinske poezije, Književna smotra, 135, 2005.

Prijevodi:
- članak Suvremena ukrajinska pripovijetka, preveli Damir Pešorda i Ljudmila Vasileva, Kolo, 2000. (prevedeni pripovjedači: Gennadij Škljar, Galyna Pagytjak, Jurij Vinnyčuk, Mykola Rjabčuk, Jevgenija Kononenko, Jurij Andruhovyč, Evgen Baran, Ivan Cyperdjuk, Andryj Kokotjuha, Lesja Demska, Oleksander Jarovij, Sergij Taran, Andryj Pidpalyj)
- Od Stusa do Slyvynskog: četiri desetljeća suvremene ukrajinske poezije, kratki izbor iz suvremenog ukrajinskog pjesništva, preveli Damir Pešorda i Ljudmila Vasiljeva, Književna smotra, 2005. (prevedeni pjesnici Vasil’ Stus, Igor Kalinec’, Vasil’ Goloborodko, Oleg Lišega, Taras Fedjuk, Vasil’ Gerasim’juk, Igor Rymaruk, Oksana Zabužko, Ivan Malkovyč, Jurij Andruhovyč, Oleksandr Irvanec’, Viktor Neborak, Jurij Lisenko, Konstantin Moskalec’, Ivan Lučuk, Ivan Cyperdjuk, Roman Skiba, Ljubomir Strynagljuk, Marijana Kijanovska, Andrij Bondar, Sergij Žadan, Galyna Kruk, Darka Syrojid, Ostap Slyvynskyj)
- članak Vitalija Ablicova u Hrvatskoj reviji: Nobelovci podrijetlom iz Ukrajine, 2006.
- članak Olega Bilyka u Hrvatskoj reviji: Ukrajina i Rusija, 2006.
- članak Sergija Stojec'kog u Hrvatskoj reviji: Ukrajina u politici Republike Poljske: idejne osnove i euroatlantski kontekst, 2006.
- članak Jurija Andruhovyča u Književnoj republici: Smaijlo Nemyryč, 2006.
- članak Deset suvremenih ukrajinskih pjesnika, preveli Damir Pešorda i Ljudmila Vasiljeva, Forum, 2007. (prevedeni pjesnici: Taras Fedjuk, Jurij Lisenko, Oksana Zabužko, Jurij Andruhovyč, Oleksandr Irvanec’, Konstantin Moskalec', Nazar Gončar, Andrij Bondar, Sergij Žadan, Galyna Kruk)
- knjiga Jurija Andruhovyča Dvanaest prstena (Dvanacjat’ obručiv), 2011.
- esej Jurija Andruhovyča iz knjige Moja Europa, 2007.
- Antologija suvremene ukrajinske književnosti (priredili Damir Pešorda, Galyna Kruk, Ljudmila Vasiljeva, preveli Damir Pešorda i Ljudmila Vasiljeva), 2008.

Predgovori:
- Jakov Rafael Romić: Otuđenje banovina slobode, 2014.

Zastupljen je u zbirci iz 2008. Riječi i riječi: rječnik III. programa, prirediteljice Irene Matijašević.

## Vanjske poveznice
- Kolumne Damira Pešorda na hrsvijet.net